# Windisch-Graetz

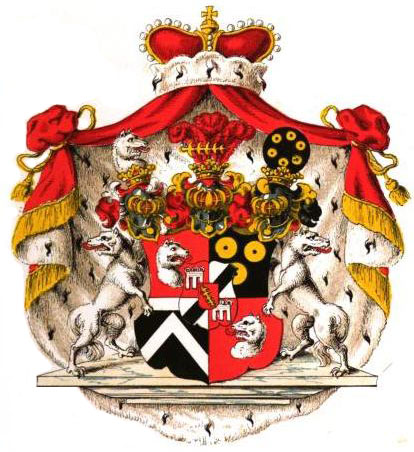
Armas de los Príncipes de Windisch-Graetz.

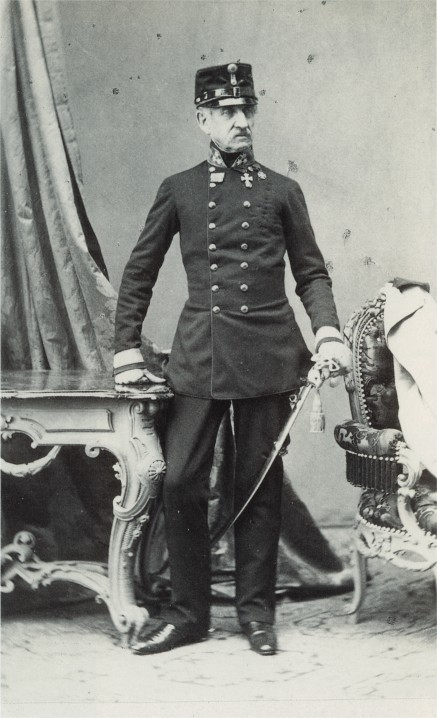
Alfredo I de Windisch.

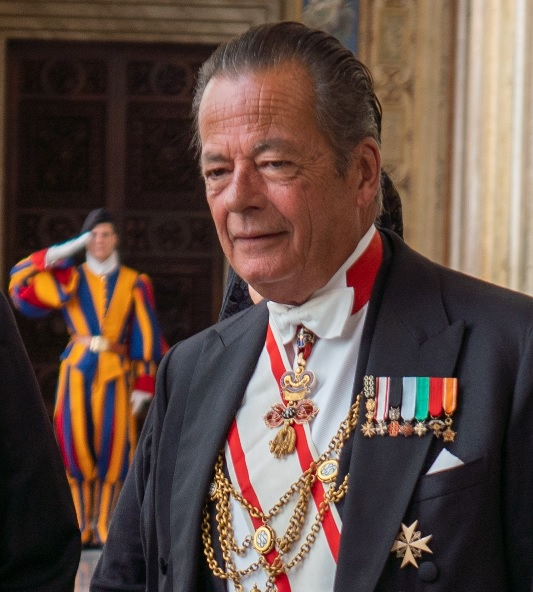
Mariano Hugo, Príncipe de Windisch-Graetz desde el 2019.

La Casa de Windisch-Graetz, también escrito a veces Windisch-Grätz, fue una familia principesca con orígenes en el Archiducado de Austria, dirigido por la dinastía Habsburgo.
El nombre deriva de la ciudad de Windischgrätz en el Ducado de Estiria, la actual Slovenj Gradec en la región de Carintia de Eslovenia. Según el Almanaque de Gotha, la familia es registrada por primera vez en 1242.
Alfredo Cándido Fernando de Windisch-Graetz fue elevado al rango de Príncipe Imperial en 1804. Con la abolición del Sacro Imperio Romano Germánico, él y su hermano Weriand fueron Príncipes del Imperio austriaco en 1822; Alfredo y sus sucesores se convirtieron en la primera línea de los Príncipes de Windisch-Graetz y Weriand y sus sucesores en la segunda línea.
Alfredo I dirigió las campañas contra Napoleón a partir de 1805 y se convirtió en uno de los militares más prestigiosos de su tiempo.

## Príncipes (mediatizados) de Windisch-Graetz[3]

### Línea mayor
- Alfred, Conde 1802-1804, 1º Príncipe 1804-1862 (1787-1862)
  - Alfred, 2º Príncipe 1862-1876 (1819-1876)
    - Alfred, 3º Príncipe 1876-1927 (1851-1927)

  - Príncipe Ludwig (1830-1904)
    - Ludwig Aladar, 4º Príncipe 1927-1968 (1882-1968)
      - Príncipe Alfred (n. 1939) - renunció a sus derechos sucesorios
      - Anton, 5º Príncipe 1968-presente (n. 1942)

  - Príncipe Joseph (1832-1906)
    - Príncipe Franz (1867-1947)
      - Príncipe Otto (1913-2011)
        - Príncipe Johann-Nepomuck (n. 1953)

### Línea menor
- Weriand, 1º Príncipe 1822-1867 (1790-1867)
  - Hugo, 2º Príncipe 1867-1904 (1823-1904)
    - Hugo, 3º Príncipe 1904-1920 (1854-1920)
      - Hugo, 4º Príncipe 1920-1959 (1887-1959)
        - Maximilian, 5º Príncipe 1959-1976 (1914-1976)
          - Mariano Hugo, 6º Príncipe 1976-presente (n. 1955), desposó en 1990 a la Archiduquesa Sofía Francisca de Austria
            - Maximilian, Príncipe Heredero de Windisch-Graetz (n. 1990)

          - Príncipe Manfred (n. 1963)
            - Príncipe Nicolò (n.1997)
            - Príncipe Brando (n. 2008)

    - Princesa María (1856-1929)

## Miembros de la Casa
- José Nicolás de Windisch-Graetz (1744-1802), Chambelán de María Antonieta
- Príncipe Alfredo I de Windisch-Grätz (1787-1862), Mariscal de Campo austriaco
- Príncipe Alfredo III de Windisch-Grätz (1851-1927), estadista austriaco
- Príncipe Otto Weriand de Windisch-Grätz (1873-1952), quien desposó a la Archiduquesa Isabel María de Austria.
- Princesa Estefanía de Windisch-Grätz (1909-2005)
- Príncipe Francisco José de Windisch-Graetz
- Príncipe Ernesto de Windisch-Graetz
- Princesa María de Windisch-Graetz (1856-1929), desposó al Duque Pablo Federico de Mecklemburgo
- Príncipe Mariano Hugo de Windisch-Grätz (1955), desposó en 1990 a la Archiduquesa Sofía Francisca de Austria

## Escudo de armas
Una cabeza de lobo de plata sobre un campo de gules.

## Castillos de Windisch-Graetz en la presente Eslovenia

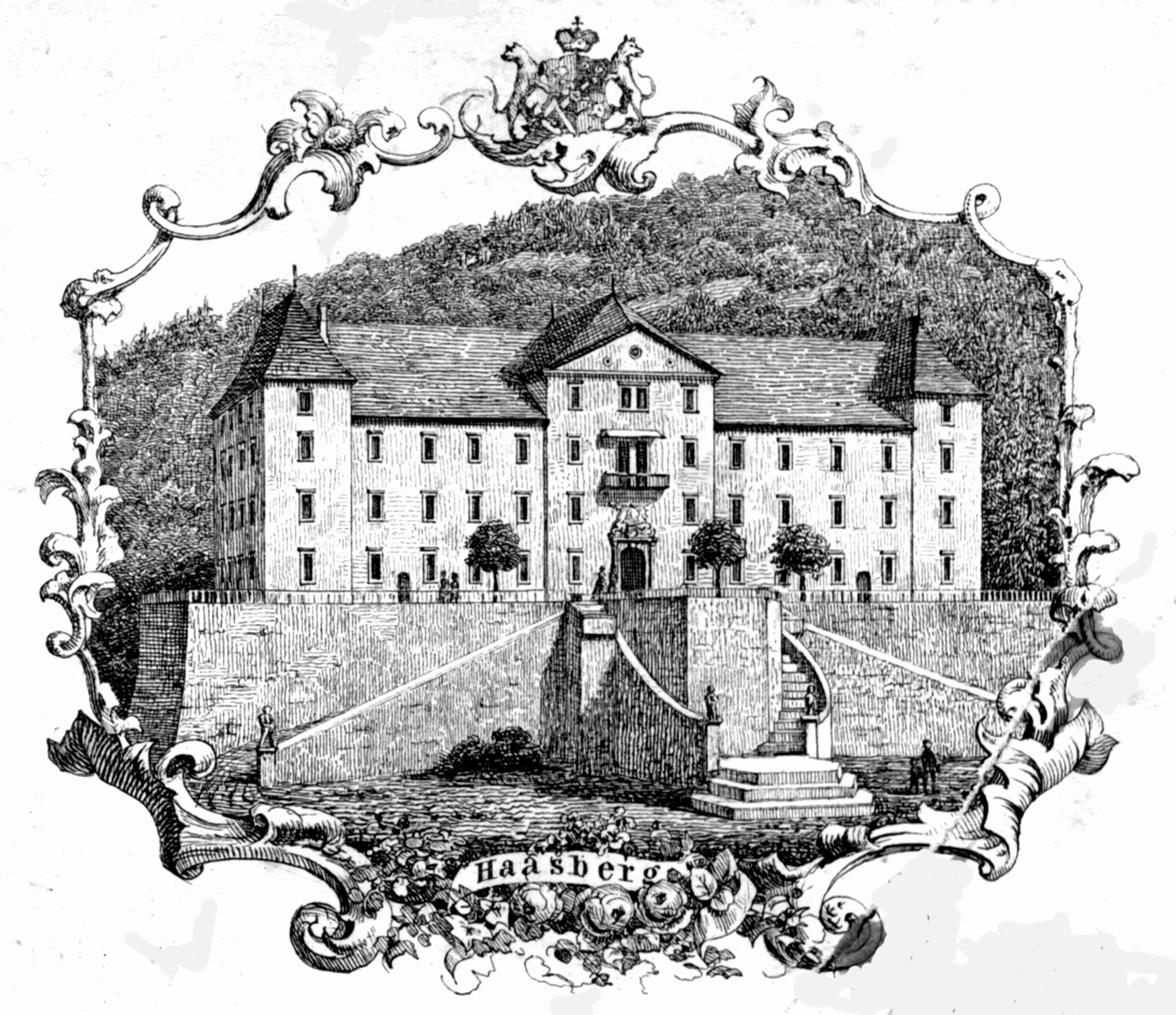
Haasberg, Planina (Castillo de Hošperk)
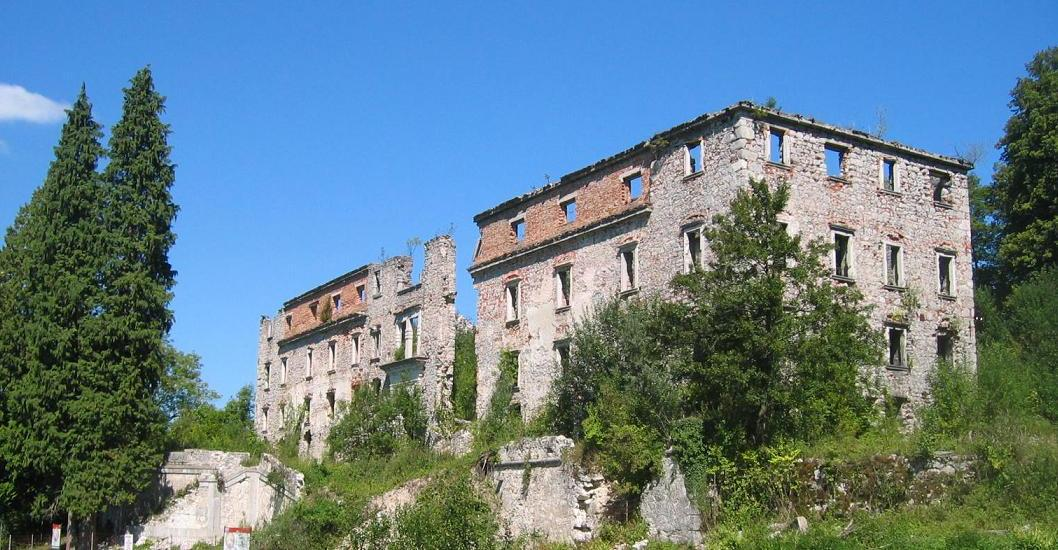
Haasberg, Planina (Castillo de Hošperk)
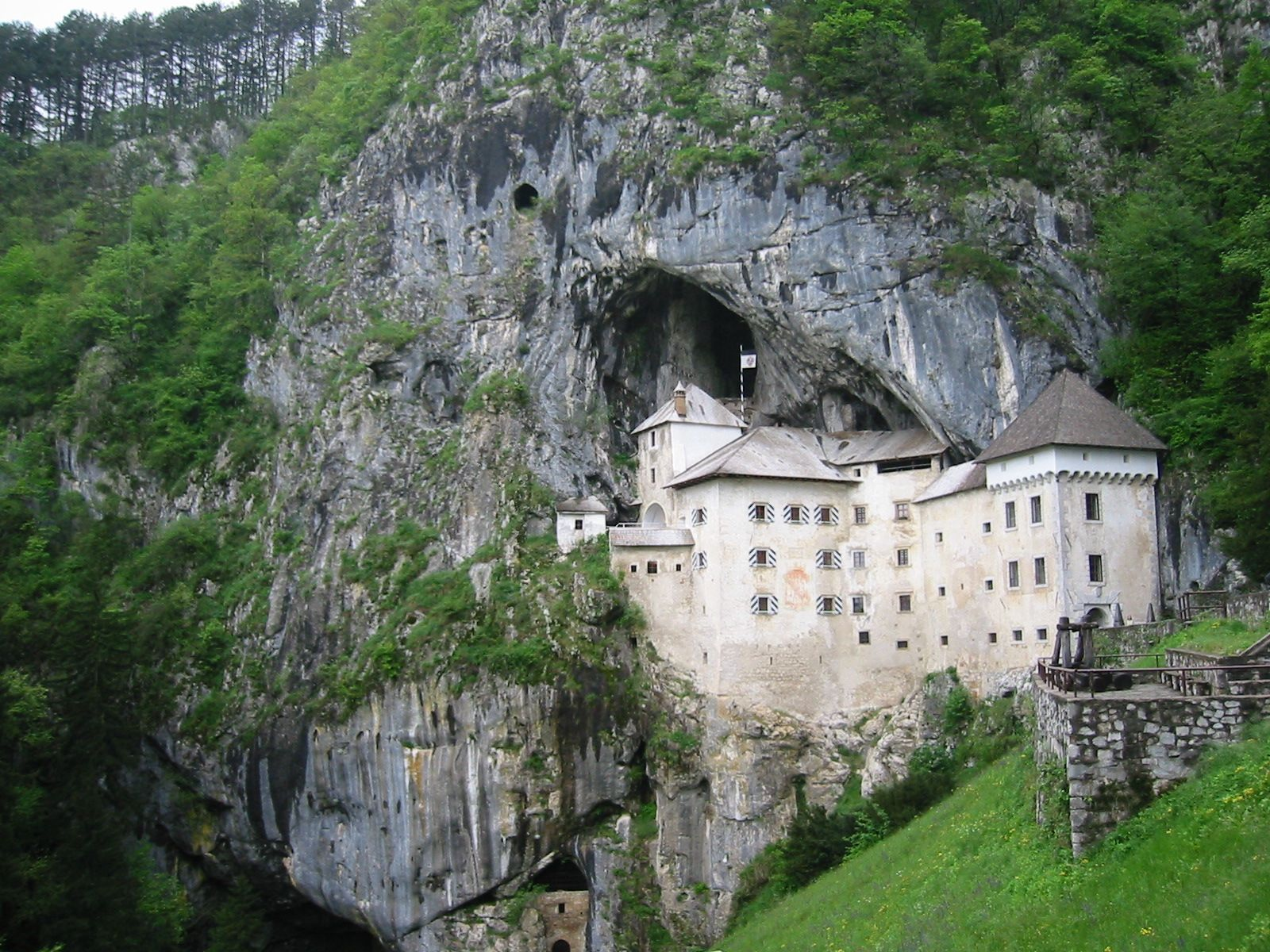
Luegg, Postojna (Castillo de Predjama)
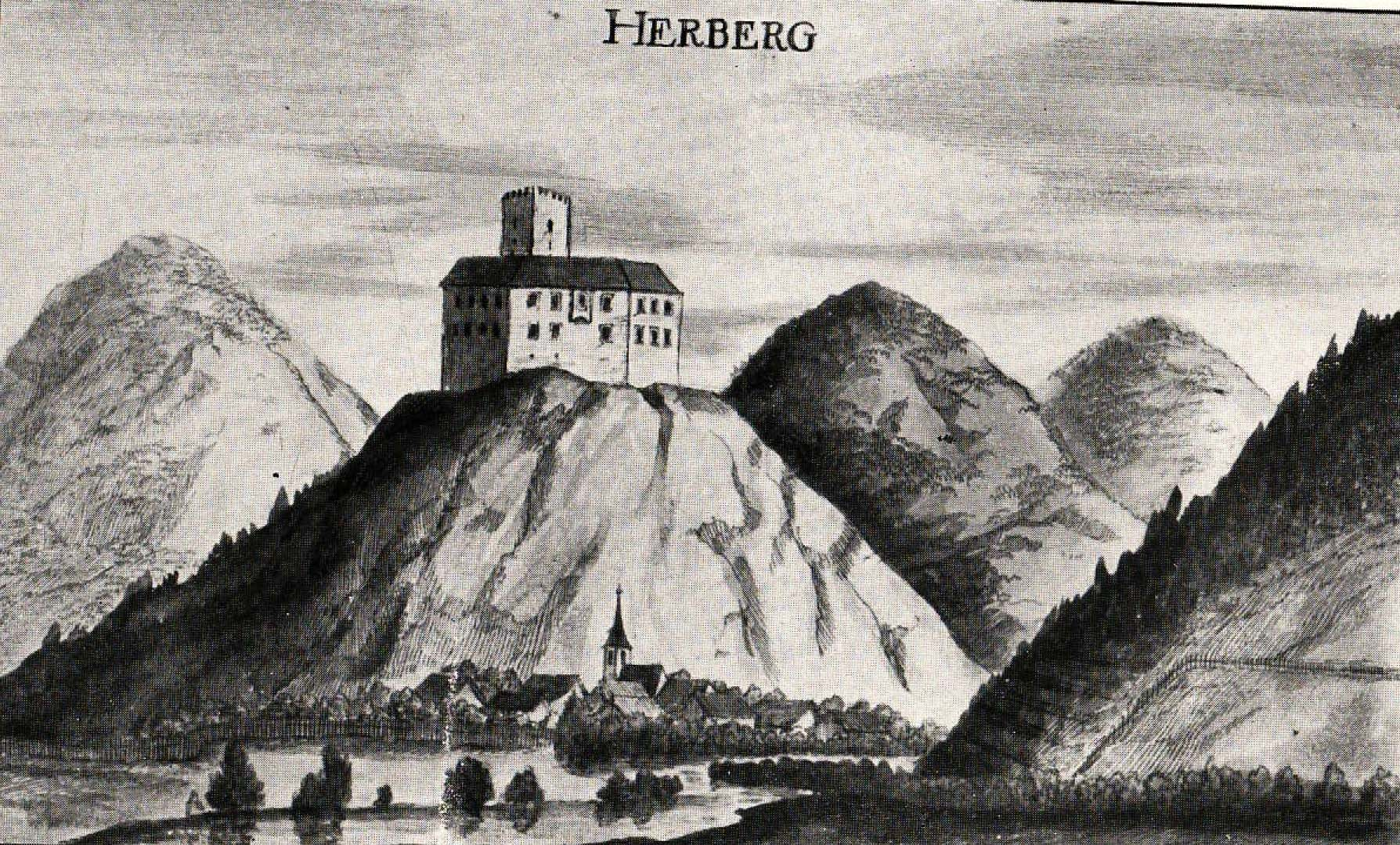
Herberg, (Castillo de Podsreda)
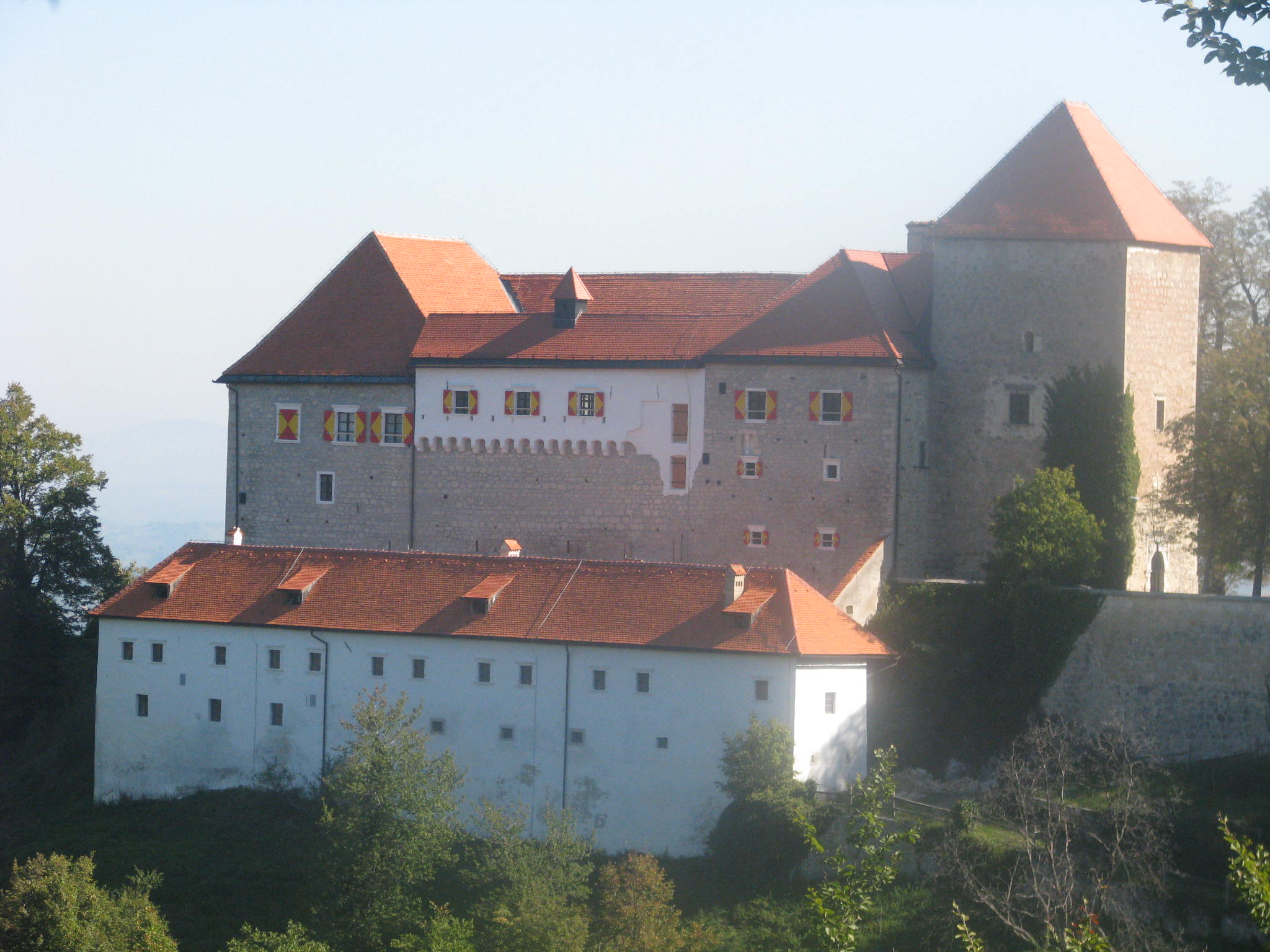
Herberg, (Castillo de Podsreda)
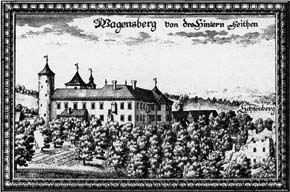
Wagensberg, (Castillo de Bogenšperk)
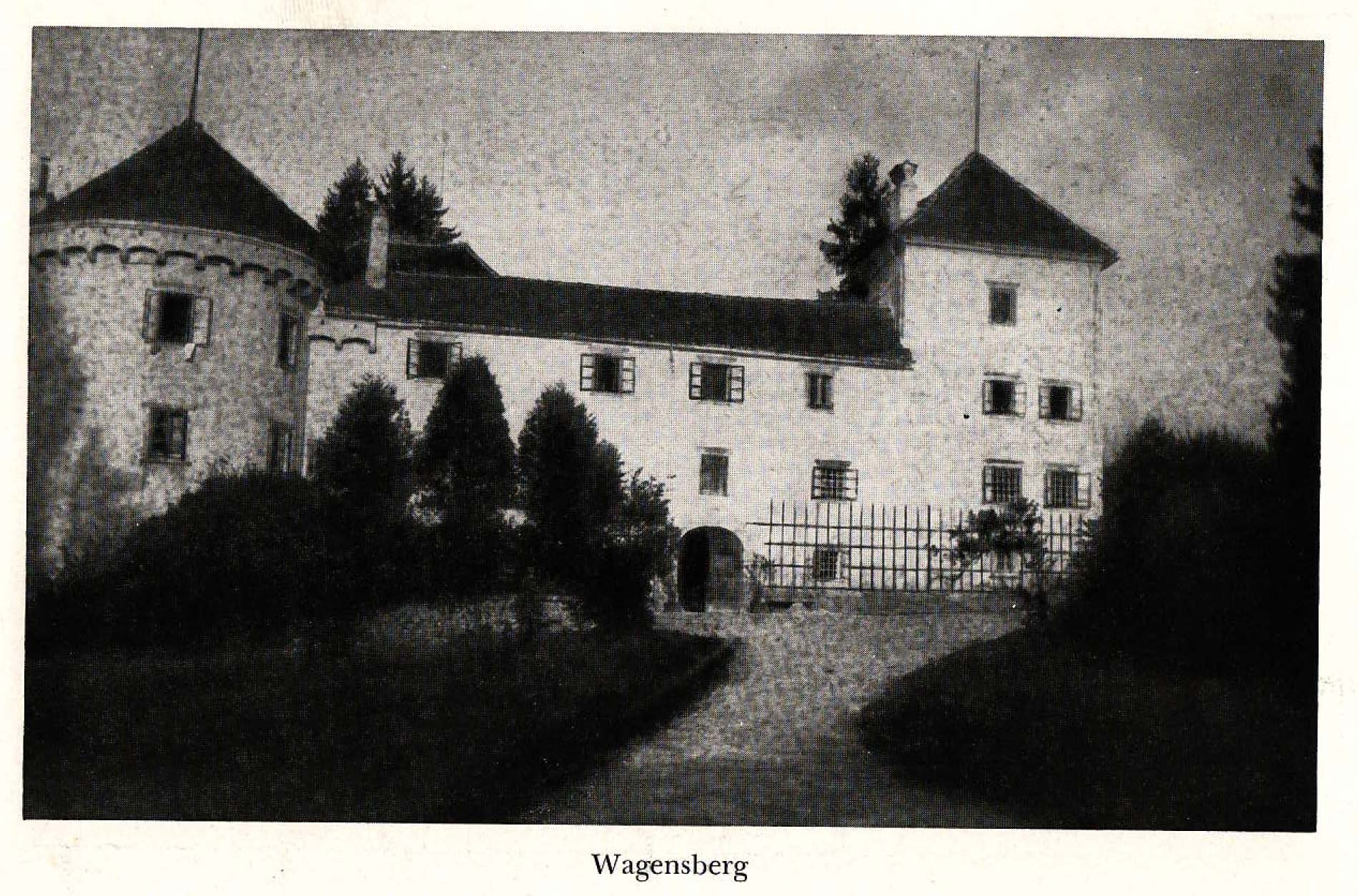
Wagensberg, (Castillo de Bogenšperk)
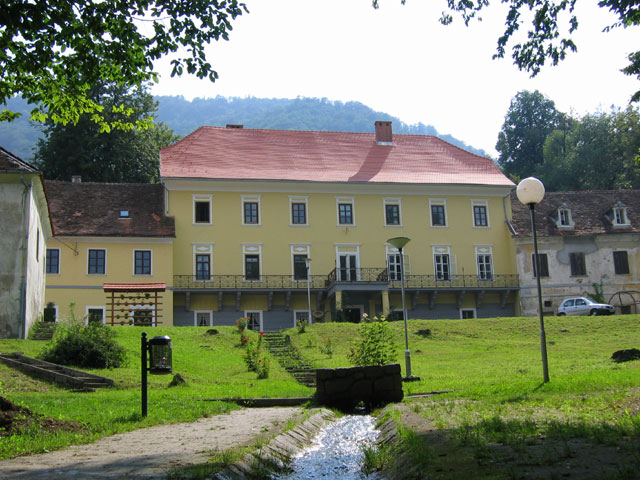
Mansión de Trebnik (Slovenske Konjice)